# Климахин, Сергей Ефимович
Сергей Ефимович Климахин (24 июля 1902,  с. Тушна, Симбирская губерния, Российская империя — 14 апреля 1959, Москва,  СССР) — советский военачальник, полковник (1942).

## Биография
Родился 24 июля 1902 года в селе Тушна, ныне  в Сенгилеевском районе, Ульяновской области. Русский. До службы в армии  работал письмоводителем в Тушненском волостном управлении и секретарем Тушненского волисполкома Сенгилеевского уезда.

### Военная служба

#### Гражданская война
В ноябре 1919 года поступил курсантом на Симбирские пехотные командные курсы. После их окончания в августе 1920 года направлен во 2-й стрелковый полк 2-й огневой бригады в городе Казань, с которой в том же месяце убыл на Южный фронт, где командиром взвода и роты сражался против войск генерала П. Н. Врангеля под Каховкой, Перекопом и Армянским базаром. В боях на Перекопе был ранен и контужен. После лечения в госпитале вернулся в часть, затем был переведен в 1-й полк ВОХР Украины.

#### Межвоенные годы
В марте 1922 года назначен во 2-й стрелковый полк 1-й отдельной стрелковой бригады ПриВО, которая позже была развернута в 1-ю Казанскую стрелковую дивизию. В этом полку проходил службу помощником командира роты, командиром взвода, роты и батальона, исполнял должность для поручений при помощником командира полка по хозяйственной части. Одновременно с 17 мая по 24 октября 1922 года прошел подготовку на окружных повторных курсах комсостава, а с февраля по июнь 1931 года — на курсах «Выстрел». В октябре 1931 года назначен помощником командира по хозяйственной части 158-го стрелкового полка 53-й стрелковой дивизии. С апреля 1933 года служил в штабе округа помощником начальника 5-го отдела. В декабре переведен на ту же должность в штаб ОКДВА в городе Хабаровск. В мае 1936 года поступил слушателем в Военную академию РККА им. М. В. Фрунзе. В октябре 1937 года «за партийную невыдержанность» отчислен из академии, исключен из рядов ВКП(б) и уволен из армии. Работал начальником отдела боевой подготовки Ленинградского совета Осоавиахима, с августа 1938 года — старшим преподавателем военной кафедры Московского химико-технологического института.

#### Великая Отечественная война
8 июля 1941 года был призван в РККА и назначен начальником 5-го отделения штаба 290-й стрелковой дивизии, формировавшейся в МВО. В августе дивизия вошла в 50-ю армию Брянского фронта и с конца сентября участвовала в Орловско-Брянской оборонительной операции. В ходе ее вместе с армией попала в окружение, но сумела вырваться к своим войскам и организованно отойти сначала к реке Ока, затем к Туле. Майор Климахин умело руководил работой тыла, обеспечением бесперебойного снабжения частей дивизии. С ноября ее части вели тяжелые оборонительные бои под Тулой против частей 2-й немецкой танковой армии. С переходом в контрнаступление дивизия принимала участие в Тульской наступательной операции на калужском направлении. С февраля 1942 года майор  Климахин исполнял должность начальника 1-го (оперативного) отделения, а с июня — начальника штаба этой же дивизии. Ее части в этот период в составе 50-й, затем 61-й и 10-й армий оборонялись юго-западнее Белёва. В августе 1943 года дивизия участвовала в Смоленской, Спас-Деменской наступательных операциях. Ее части прорвали оборону немцев и первыми вышли на Варшавское шоссе к городу Спас-Деменск, разгромив 132-ю пехотную дивизию противника. В дальнейшем в составе 49-й и 33-й армий вела бои на подступах к Витебску. С 25 октября по 22 декабря 1943 года полковник Климахин временно командовал 290-й стрелковой дивизией. В составе 69-го стрелкового корпуса 33-й армии отличился в боях с 14 ноября по 4 декабря. В критический момент боя 30 ноября, когда два контратакующих батальона немцев при поддержке восьми самоходных орудий «Фердинанд» и четырех средних танков создали угрожающее положение на флангах дивизии, он лично выдвинулся в передовые цепи пехоты и обеспечил отражение атак противника. Всего за время этих боев его дивизией были полностью разбиты полк 18-й танковой дивизии, три батальона 27-й пехотной дивизии, полк 342-й пехотной дивизии, два батальона 33-й пехотной дивизии, подбито 13 танков, уничтожено 10 орудий 75-мм и восемь орудий 105-мм. В январе 1944 года дивизия в составе 33-й армии форсировала реку Проня и захватила плацдарм на ее западном берегу. В 1943 году Климахин восстановлен в ВКП(б).
С 19 февраля полковник  Климахин вступил в командование 173-й стрелковой дивизией, которая в составе 33-й и 5-й армий вела бои на подступах к Витебску. 17 апреля дивизия совершила марш в район Орши, затем была выведена в резерв 3-го Белорусского фронта. С 27 июня ее части участвовали в Белорусской, Витебско-Оршанской, Минской, Вильнюсской и Каунасской наступательных операциях. С 16 на 17 июля они форсировали реку Неман и затем вели бои по удержанию и расширению плацдарма на ее западном берегу. С 29 июля дивизия перешла в преследование отходящего противника в направлении на Сувалки, а 30 июля вышла к государственной границе СССР и Польши. За овладение города Орша ей было присвоено наименование «Оршанская» (06.07.1944),	а за освобождение Минска она награждена орденом Красного Знамени (23.07.1944).	С 18 октября 1944 года дивизия вела наступление на Сувалки, участвуя в Гумбиненской наступательной операции. 23 октября ее части овладели этим городом. 31 декабря полковник  Климахин был зачислен в резерв фронта, а в марте 1945 года назначен начальником штаба 55-й гвардейской стрелковой Иркутской ордена Ленина трижды Краснознаменной дивизии им. Президиума Верховного Совета РСФСР. В конце месяца она в составе 20-го стрелкового корпуса 28-й армии была переброшена на 1-й Украинский фронт и участвовала в Берлинской наступательной операции, в боях против окруженной под городом Барут группировки противника и штурме Берлина. В мае ее части были переброшены на пражское направление и закончили войну на подступах к Праге.
За время войны комдив Климахин  был  четыре  раза персонально упомянут в благодарственных в приказах Верховного Главнокомандующего.

#### Послевоенное время
После войны с сентября 1946 года    исполнял должность начальника штаба 131-го стрелкового Краснознаменного корпуса Беломорского ВО. В 1947 году окончил заочное отделение Военной академии им. М. В. Фрунзе. С марта по июль 1948 года состоял в распоряжении командующего войсками округа, затем был назначен руководителем тактики Объединенных КУОС округа.   9 ноября 1953 года гвардии полковник Климахин уволен в отставку по болезни.

## Награды
- орден Ленина (06.11.1945)[6][7]
- четыре ордена Красного Знамени (31.07.1942[8],  03.02.1944[9],   03.11.1944[7][10], 15.11.1950[7])
- два ордена Кутузова II степени (03.07.1944[11], 31.05.1945[12])
  - медали в том числе:
  - «За оборону Москвы» (1944)
  - «За победу над Германией в Великой Отечественной войне 1941—1945 гг.» (1945)
  - «За взятие Кёнигсберга» (1945)
  - «За взятие Берлина» (1945)

Приказы (благодарности) Верховного Главнокомандующего в которых отмечен С. Е. Климахин.
- За овладение городом и оперативно важным железнодорожным узлом Орша — мощным бастионом обороны немцев, прикрывающим минское направление. 27 июня 1944 года. № 121.
- За форсирование реки Березина, и овладение штурмом городом и крупным узлом коммуникаций Борисов — важным опорным пунктом обороны немцев, прикрывающим подступы к Минску. 1 июля 1944 года. № 126.
- За овладение штурмом столицей Советской Белоруссии городом Минск – важнейшим стратегическим узлом обороны немцев на западном направлении. 3 июля 1944 года № 128.
- За прорыв долговременной, глубоко эшелонированной обороны немцев, прикрывавшей границы Восточной Пруссии, вторжение в пределы Восточной Пруссии и овладение мощными опорными пунктами обороны противника — Ширвиндт, Наумиестис (Владиславов), Виллюнен, Вирбалис (Вержболово), Кибартай (Кибарты), Эйдткунен, Шталлупёнен, Миллюнен, Вальтеркемен, Пиллюпёнен, Виштынец, Мелькемен, Роминтен, Гросс Роминтен, Вижайны, Шитткемен, Пшеросьль, Гольдап, Филипув, Сувалки. 23 октября 1944 года. № 203.